# Mallory Swanson
Mallory Diane Swanson (ur. 29 kwietnia 1998 w Highlands Ranch, Kolorado jako Mallory Diane Pugh) – amerykańska piłkarka, zawodniczka reprezentacji Stanów Zjednoczonych.

## Kariera zawodnicza

### Międzynarodowa
Swanson grała w reprezentacji USA w drużynach juniorskich U-17 i U-20. Podczas gry w zespole U-17 w latach 2013-14 była najlepszą strzelczynią na Mistrzostwach Ameryki Północnej U-17 2013, z pięcioma bramkami i trzema asystami. W 2015 jako kapitan poprowadziła reprezentację U-20 do zwycięstwa w Mistrzostwach Ameryki Północnej U-20 2015 i zdobyła Złoty But za największą liczbę strzelonych bramek. Zwycięstwo w tym turnieju zapewniło reprezentacji USA udział w Mistrzostwach Świata U-20 w 2016 roku, a Swanson została nagrodzona tytułem Młodej Zawodniczki Roku 2015 w przez amerykańską federację. 
W 2016 roku Swanson została powołana przez Jill Ellis do seniorskiej reprezentacji USA, w której zadebiutowała 23 stycznia podczas meczu z Irlandią. W swoim debiucie strzeliła bramkę ustalając wynik spotkania na 5:0.

## Nagrody

### Reprezentacyjne
- Mistrzostwo świata: 2019[8]
- Mistrzostwo CONCACAF: 2018[9], 2022[10]
- SheBelieves Cup: 2016[11], 2018[12], 2020[13], 2022[14], 2023[15], 2024[16]

### Indywidualne
- Królowa strzelczyń SheBelieves Cup: 2023[15]

### Wyróżnienia
- U.S. Soccer Young Female Athlete of the Year: 2015[17]
- Gatorade National Female Soccer Player of the Year: 2016[18]
- NSCAA Youth Girls National Player of the Year: 2014[19]
- NSCAA Youth All–America Team: 2013[19]
- Finalistka Sports Illustrated Sports Kid of the Year Top 5: 2012[19]
- Najlepsza XI NWSL: 2022[20]